# Statue der Artemis (NAMA 1829)

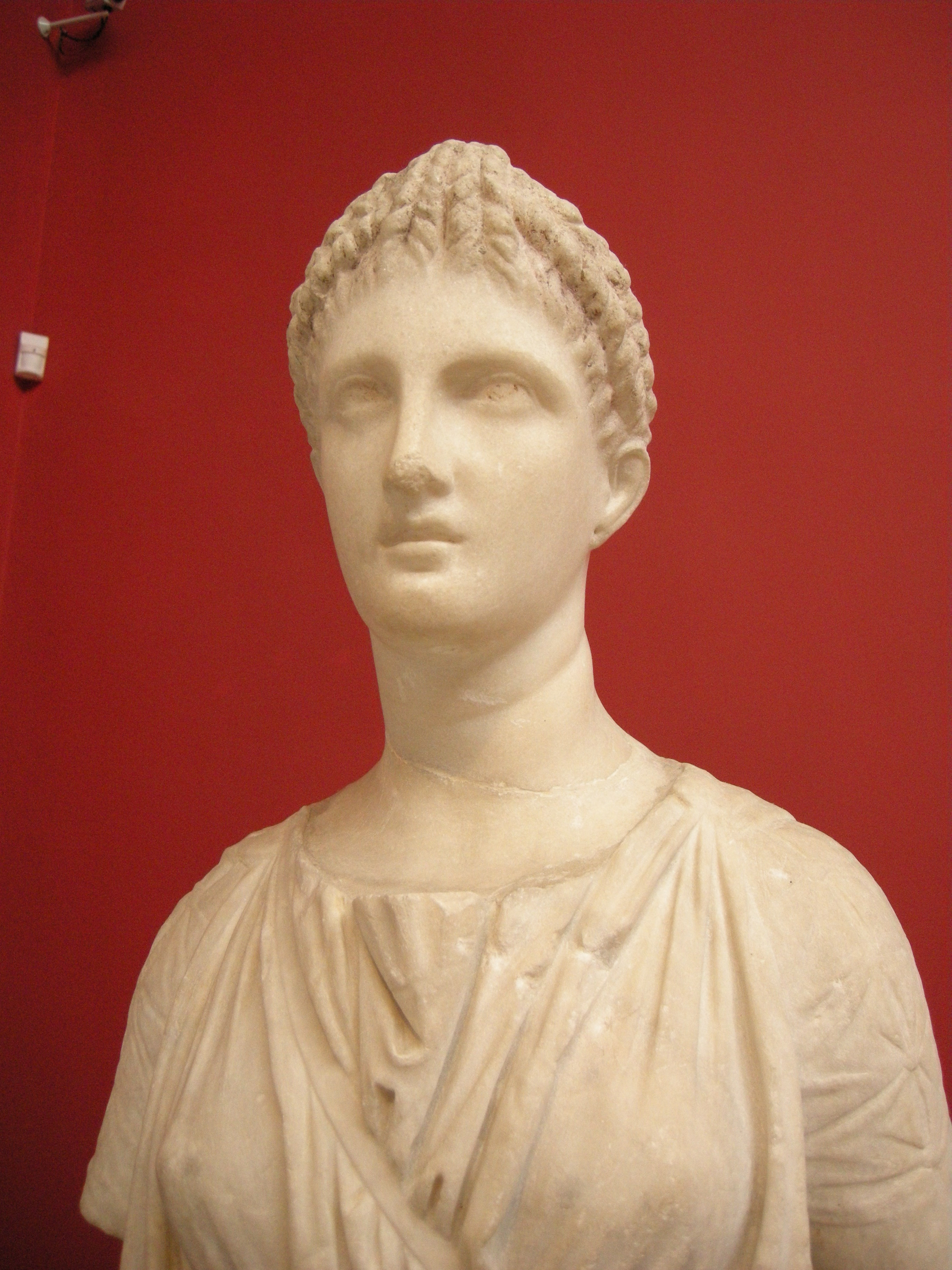
Dateilansicht vom Oberkörper, insbesondere die Frisur ist gut zu erkennen

Die sogenannte Statue der Artemis im Archäologischen Nationalmuseum Athen (NAMA) mit der Inventarnummer 1829 ist eine hellenistische Statue, möglicherweise der Artemis, die um 100 v. Chr. geschaffen wurde.

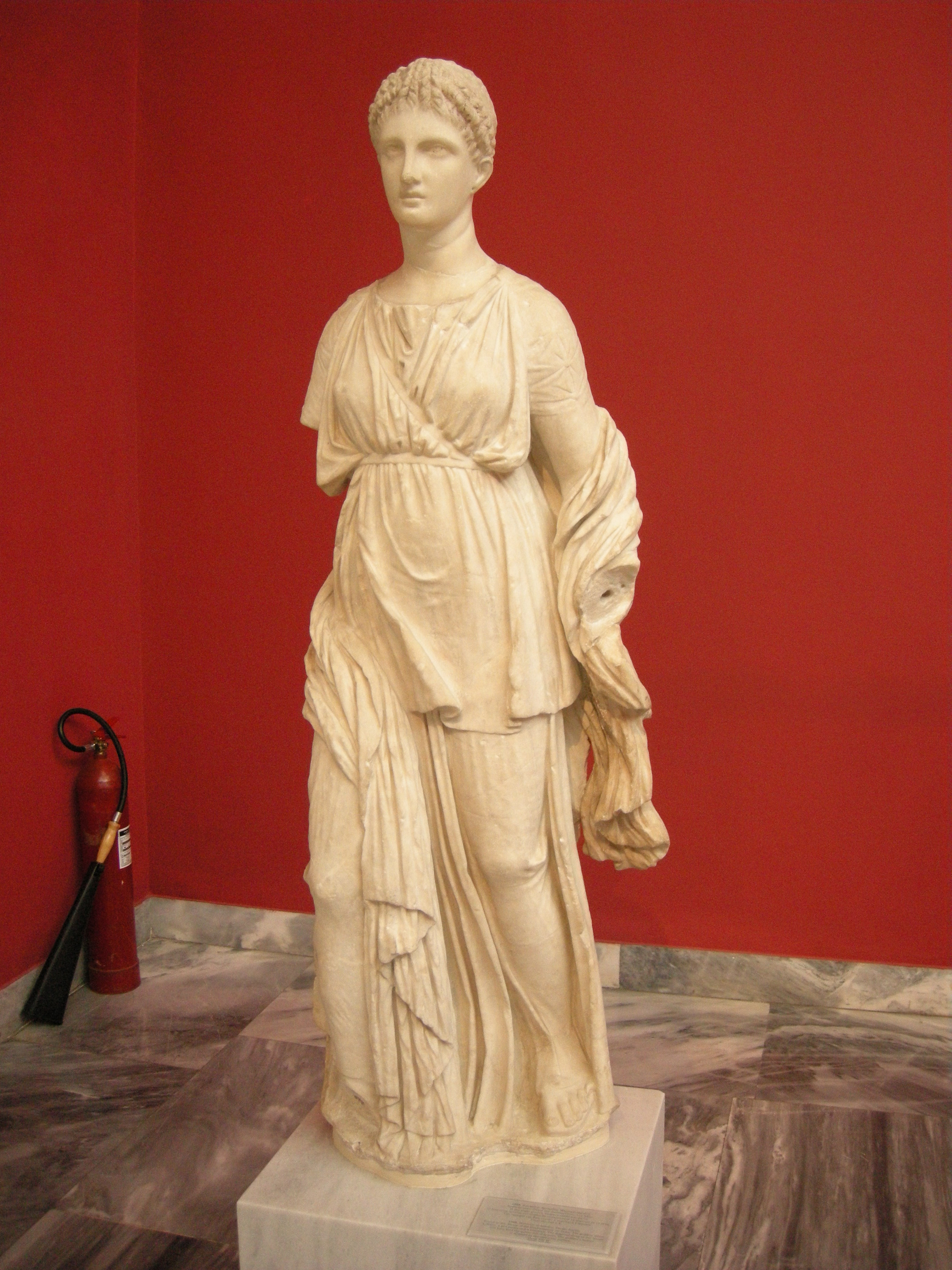
Komplettansicht

Die Statue wurde in der Nähe des Hauses des Diadumenos in Delos gefunden. Sie ist 1,40 Meter hoch und wurde aus parischem Marmor geschaffen. Aufgrund stilistischer Vergleiche lässt sich das Werk in die Zeit um das Jahr 100 v. Chr. datieren. 
In weiten Teilen ist die Statue gut erhalten. Neben einigen Bestoßungen fehlt der rechte Fuß von der Fußwurzel an, der rechte Arm von oberhalb des Ellenbogens und die linke Hand von etwas oberhalb des Handgelenks. Arm und Hand waren separat gefertigt und sind verloren, jedoch nicht abgebrochen. Der Kopf und Teile des Himation (Mantels) sind modern wieder angefügt, nachdem sie abgebrochen waren. Das rechte Bein ist das Stand-, das linke das Spielbein. Die Göttin scheint sich aufrecht, langsam und locker vorwärts zu bewegen, der linke Fuß ist nur leicht bis zu den Fußknöcheln aufgesetzt. Artemis trägt einen kurzärmeligen, zwischen Bauch und Brust mit einem Strick gegürteten Chiton, darüber einen Gurt aus Faunenleder, der diagonal von der rechten Schulter zwischen den Brüsten hindurch bis zur linken Hüfte geführt ist. Der Mantel ist um ihren linken Arm geschlungen, hängt über dem Rücken und ist von der rechten Seite zwischen die Beine geführt, wo er bis auf den Boden hängt. Dabei wird das rechte Bein zum Teil bedeckt. Das Gesicht weist makellose Züge auf. Der Mund ist leicht geöffnet. Besondere Eleganz wird Artemis bei dieser Statue durch die Ausarbeitung des Haares verliehen. Um den Kopf sind zwei geflochtene Zöpfe gewickelt. Zwei weitere, etwas kleinere, geflochtene Zöpfe sind darüber vom Vorderkopf auf den Hinterkopf geführt.